# Portugiesische Badmintonmeisterschaft 1959
Die Portugiesische Badmintonmeisterschaft 1959 fand in Lissabon statt. Es war die vierte Austragung der nationalen Titelkämpfe in Portugal.

## Titelträger
| Disziplin    | Sieger                       |
| ------------ | ---------------------------- |
| Herreneinzel | Ramiro Correia               |
| Dameneinzel  | Isabel Cabral                |
| Herrendoppel | Ramiro Correia Jorge Gomez   |
| Damendoppel  | nicht ausgetragen            |
| Mixed        | Ramiro Correia Isabel Cabral |